# Kémek, mint mi
A Kémek, mint mi (eredeti cím: Spies Like Us) 1985-ös amerikai filmvígjáték John Landis rendezésében. A főszerepben Chevy Chase, Dan Aykroyd, Steve Forrest és Donna Dixon látható. A forgatókönyvet eredetileg Aykroyd és Dave Thomas írta Aykroyd és John Belushi főszereplésével a Universalnál, de a forgatókönyv végül csődöt mondott, és később a Warner Bros. vette át, Aykroyd és Chase főszereplésével.
A film negatív kritikákat kapott a kritikusoktól, azonban kasszasiker lett, és kultikus státuszt ért el.
A film 1985. december 6-án jelent meg.

## Rövid történet
Két botcsinálta kormányzati alkalmazott azt hiszi, hogy amerikai kémek, míg kiderül, hogy valójában az atomháború csalijai.

## Szereplők
- Chevy Chase - Emmett Fitz-Hume
- Dan Aykroyd - Austin Millbarge
- Donna Dixon - Karen Boyer
- Bruce Davison - Ruby
- William Prince - Keyes
- Steve Forrest - Sline tábornok
- Tom Hatten - Miegs tábornok
- Bernie Casey - Rhumbus ezredes
- Charles McKeown - Jerry Hadley
- Vanessa Angel - szovjet rakéta személyzet tagja
- James Daughton - Rob Hodges
- Jim Staahl - Bud Schnelker
- Stephen Hoye - Hefling kapitány
- Jeff Harding - Fitz-Hume munkatársa
- Heidi Sorenson - Alice, Fitz-Hume felügyelője
- Frank Oz - tesztfelügyelő
- Terry Gilliam - Dr. Imhaus
- Ray Harryhausen - Dr. Marston
- Derek Meddings - Dr. Stinson
- Joel Coen - 1-es számú autósmozi őr.
- Sam Raimi - vezető őr #2
- Martin Brest - a 3-as számú őr
- Costa-Gavras - a szovjet autópálya-rendőr #1
- Bob Hope - Önmaga/Golfozó
- B.B. King - paradicsom-ügynök
- Michael Apted - Ace Tomato ügynök
- Larry Cohen - Ace Tomato ügynök
- Mark Stewart - Ace Tomato futár
- Edwin Newman - Önmaga
- Pete Cody - fiú az orvosi sátorban

## Filmzene
1. "The Ace Tomato Company" (5:06)
2. "Off to Spy" (1:52)
3. "Russians in the Desert" (2:21)
4. "Pass in the Tent" (2:58)
5. "Escape" (3:25)
6. "To the Bus" (3:14)
7. "The Road to Russia" (3:39)
8. "Rally 'Round" (2:39)
9. "W.A.M.P." (2:48)
10. "Martian Act" (3:08)
11. "Arrest" (2:21)
12. "Recall" (2:38)
13. "Winners" (1:16)

## Megjelenés
A film kasszasiker lett. Az amerikai nyitóhétvégén 8 614 039 dolláros bevételt hozott, az Egyesült Államokban és Kanadában pedig 60 088 980 dolláros bevételt ért el a 22 milliós költségvetésével szemben. A film a tengerentúlon 17,2 millió dolláros bevételt termelt, míg világszerte 77,3 millió dolláros bevételt ért el.